# Momoka Muraoka
Momoka Muraoka (村岡桃佳) est une skieuse et athlète handisport japonaise, née le 3 mars 1997 à Fukaya dans la préfecture de Saitama.

## Biographie
Momoka Muraoka a eu une myélite transverse, diagnostiquée quand elle avait 4 ans.
Durant son adolescence, elle pratique d'abord l'athlétisme handisport (catégorie T54), atteignant un haut niveau national, avant de s'orienter vers la pratique du ski alpin handisport durant la saison 2012-2013, avec l'objectif affiché de remporter une médaille aux Jeux paralympiques de 2018. Elle souhaite toutefois continuer l'athlétisme pour représenter son pays lors des Jeux paralympiques d'été de 2020 à Tokyo.
Représentant le Japon aux Jeux paralympiques de 2014 à Sotchi, elle termine 4e du slalom géant et 9e du slalom
Aux Championnats du monde en 2015, elle remporte deux médailles en catégorie assises : l'argent en descente et le bronze en slalom géant. Sur la saison 2015-2016, elle remporte le globe de la coupe du monde de slalom géant.
Lors des Jeux paralympiques 2018 à PyeongChang, elle est porte-drapeau de la délégation japonaise pour la cérémonie d'ouverture. Elle remporte cinq médailles : l'or en slalom géant, l'argent en descente et en slalom, le bronze en super G et en super combiné.
Aux Jeux de 2022, elle remporte quatre médailles : l'or sur le Super G, le slalom géant et la descente et l'argent sur le super combiné.

## Palmarès

### Jeux paralympiques
| Épreuve / Édition | Sotchi 2014 | Pyeongchang 2018 | Pékin 2022 |
| ----------------- | ----------- | ---------------- | ---------- |
| Descente          | —           | Argent           | Or         |
| Super-G           | DSQ         | Bronze           | Or         |
| Slalom géant      | 5e          | Or               | Or         |
| Slalom            | 9e          | Argent           |            |
| Super combiné     | —           | Bronze           | Argent     |